# Карпунин (хутір)
Карпунин (рос. Карпунин) — хутір у Камишинському районі Волгоградської області Російської Федерації.
Населення становить 164 особи. Входить до складу муніципального утворення Леб'яженське сільське поселення.

## Історія
Хутір розташований у межах українського історичного та культурного регіону Жовтий Клин.
Згідно із законом від 5 березня 2005 року № 1022-ОД органом місцевого самоврядування є Леб'яженське сільське поселення.

## Населення
| 2010 |
| ---- |
| 164  |